# A Life in the Balance (film 1955)
A Life in the Balance è un film statunitense e messicano del 1955 diretto da Harry Horner e Rafael Portillo e tratto dal racconto Sept petites croix dans un carnet di Georges Simenon.
È un film thriller con protagonisti Ricardo Montalbán, Anne Bancroft e Lee Marvin nel ruolo di un killer psicopatico.

## Produzione
Il film, diretto da Harry Horner e Rafael Portillo su una sceneggiatura di Robert Presnell Jr. e Leo Townsend con il soggetto di Georges Simenon, fu prodotto da Leonard Goldstein per la Panoramic Productions e la Tele-Voz S.A. e girato per gli esterni a Città del Messico in Messico.

## Distribuzione
Il film fu distribuito negli Stati Uniti dal 1º luglio 1955 al cinema dalla Twentieth Century Fox Film Corporation.
Alcune delle uscite internazionali sono state:
- in Norvegia il 18 agosto 1955
- in Svezia il 22 agosto 1955 (Det 7:e mordet)
- in Finlandia il 2 settembre 1955 (Henki vaakalaudalla)
- in Portogallo il 31 maggio 1956 (Entre a Vida e a Morte)
- in Grecia (Eros kai stiletto)
- in Italia (A Life in the Balance)

## Promozione
Le tagline sono:
- "A killer with the cunning of a maniac. A little boy with the courage of a lion.".
- "In The Shadow Of The Knife... They Formed A Strange Alliance!".